# Konstfrämjandet
Konstfrämjandet eller Folkrörelsernas Konstfrämjande bildades 1947 av engagerade konstnärer och författare som en motrörelse mot ”hötorgskonst”, billiga reproduktioner som såldes i stora upplagor. Målet var att erbjuda konst för nya grupper som inte tidigare hade nåtts av det som ansågs vara kvalitativ konst. Konsten skulle ha en given plats i folkhemmet. Ett antal folkrörelseorganisationer inspirerades av utställningen God konst i hem och samlingslokaler som visades på Nationalmuseum i Stockholm 1945. Representanter för bland andra Nationalmuseum, Riksförbundet för bildande konst, folkrörelseorganisationer och kända konstnärer ansåg att den ökade försäljningen av hötorgskonst var ett problem och att man borde starta en verksamhet som skulle göra det möjligt att sprida vad man ansåg var konst av god kvalité till en större del av allmänheten. Man gick samman och många svenska konstnärer skulle komma att producera, i Konstfrämjandets regi, färglitografier till en rimlig kostnad. Några av de konstnärer som deltog under de första åren var Torsten Billman, Albin Amelin, Sven X:et Erixson, Isaac Grünewald, Oskar Bergman, Reinhold Ljunggren, Otte Sköld och Lennart Rodhe.

## Historik
Redan vid starten blev Konstfrämjandet en viktig aktör inom konstområdet. I början fungerade förbundet som ett postorderföretag för grafiska blad som såldes via ombud på arbetsplatser och i föreningar. Men man producerade också stora vandringsutställningar som  medlemsorganisationerna, bland annat studieförbunden, arrangerade. Var och en skulle kunna köpa bra konst till ett överkomligt pris. En annan ambition var också att ge konstnärerna drägligare villkor.
Under sextiotalet började Konstfrämjandet att sälja konst från egna lokaler i alla delar av landet. Denna försöksverksamhet initierades av MUS 65, den statliga konst-, musei- och utställningsutredningen. Bland annat undersöktes om försäljning av bildkonst skulle kunna göras självbärande. Som ett led i utredningens arbete startade Konstfrämjandet därför i slutet av 1960-talet dels ett ”konstvaruhus” vid Mynttorget i Stockholm, dels en motsvarande verksamhet i Örebro där man fick bra lokaler i Gamla Teatern. Starten av Konstvaruhus i Stockholm och Örebro ledde till att Konstfrämjandets ombud i andra delar av landet stimulerades till att starta distriktsorganisationer med egna försäljningslokaler. Utvecklingen skedde under 1970-talet, inspirerad av den dåvarande kulturpolitiska debatten.
1992 begärdes Konstfrämjandets riksförbund i konkurs, men året därpå återskapades organisationen under namnet Folkrörelsernas Konstfrämjande. Sedan ombildandet har organisationen arbetat med att bygga upp nya distrikt tillsammans med mindre konstnärliga verksamheter runt om i landet, och genom samarbeten med medlemsorganisationer och andra folkrörelser. Projekten som Konstfrämjandet driver tillsammans med lokaldistrikt och olika samarbetspartners varierar i form och tematik. Organisationen har initierat ett institut för klotter, en akademi för avkolonisering, könsseparatistiska konstkurser, nya perspektiv på konst genom fri lek, skolor och plattformar för icke-etablerade utövare att utforska konstens potential. Konstfrämjandet står bakom Luleåbiennalen och ger ut böcker om konst och folkbildning. Att främja konsten och att göra det i förhållande till nya målgrupper förblir kärnan i verksamheten. 